# 아돌포 퀴노네스

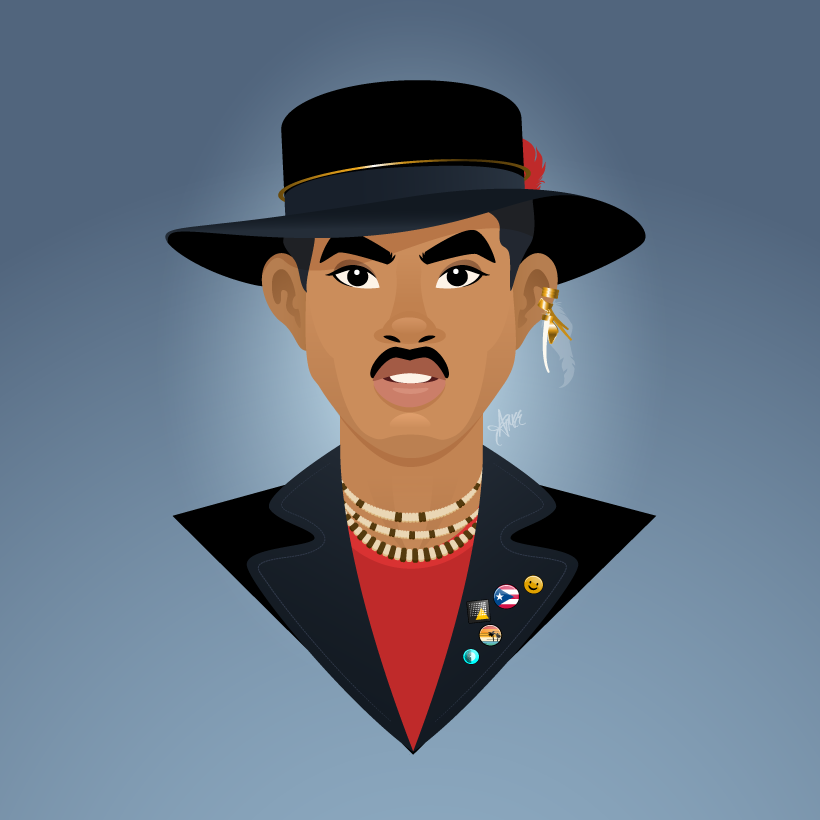

아돌포 퀴노네스(Shabba Doo, 1955년 5월 11일 ~ 2020년 12월 30일)는 미국의 배우, 안무가, 무용가이다.
시카고에서 태어났으며 2020년 사망했다.

## 영화
- 스틸 프론티어 (1995년)
- 레이브 댄싱 (1993, Rave, Dancing to a Different Beat)
- 미스테리 씨터 (1991년)
- 열정의 람바다 (1990년)
- 브레이킹 2 (1984년)
- 브레이킹 (1984년)
- 제너두 (1980년)
- 디스코 피버 (1978년)